# Lea DeLaria
Lea DeLaria est une humoriste, actrice, écrivain et chanteuse de jazz américaine née le 23 mai 1958 à Belleville, Illinois (États-Unis). Elle est dévoilée au grand public grâce à son interprétation du personnage de « Big Boo » dans la série Orange Is the New Black diffusée sur Netflix.
Militante et activiste pour les droits de la communauté LGBT au sein du mouvement LGBT, Lea DeLaria est également une féministe engagée. Elle est la première humoriste ouvertement lesbienne invitée dans les talk-shows des chaines télévisuelles américaine ; en 1993, elle a ainsi participé au Arsenio Hall Show (en).

## Biographie

### Enfance
Lea DeLaria nait dans la ville de Belleville en Illinois. Elle est la fille de Jerry Jean (née Cox), femme au foyer, et Robert George DeLaria, pianiste de jazz et travailleur social. Ses grands-parents paternels sont italiens.
Sa scolarité se déroule de la maternelle à l’école primaire à St Mary à Belleville, un institut catholique. On retrouve des références à l’éducation catholique qu’à reçue Lea DeLaria dans ses performances.

### Carrière

#### 1987 - 2000: d’humoriste àcomédienne, ses débuts sur les planches
Lea DeLaria connait son premier succès dans la tournée de la comédie musicale Dos Lesbos (1987-1989), ainsi qu’avec le spectacle Girl Friday, qu’elle a conçu, écrit, réalisé et joué. Girl Friday remporte en 1989 le Golden Gull du Best Comedy Group à Provincetown dans le Massachusetts{[États-Unis]}.
En 1993, elle est dévoilée au grand public dans le talk-show The Arsenio Hall Show, en étant la première humoriste ouvertement lesbienne. Elle réalise ensuite sur la chaine câblée américaine Comedy Central le premier spectacle humoriste gay Host, Out There.
Lea DeLaria interprète le personnage de Jane en 1998 au théâtre Off-Broadway dans la production de Paul Rudnick intitulée The Most Fabulous Story Ever Told, considérée comme une relecture gay de la Bible. Sa performance reçoit un très bon accueil du public et des médias. Le magazine américain Entertainment Weekly déclare alors : «une étoile est née avec Lea DeLaria »
Elle interprète ensuite les personnages d’Eddie et du Dr Scott dans la reprise Broadway 2000 de The Rocky Horror Show.

#### 2001 - 2016: des sitcoms au cinéma
Lea DeLaria donne sa voix au personnage de Helga Phugly dans la courte sitcom animée The Oblongs. En 1999, elle tient le rôle récurrent de Madame Delphina (en) dans le feuilleton On ne vit qu'une fois diffusé sur la chaine ABC ; elle fait son retour dans le feuilleton en 2008 en jouant à la fois Delphina et le Professeur Delbert Fina, rôle qu'elle tient jusqu’en 2011.
Lea DeLaria apparait également dans plusieurs films (voir filmographie).
Depuis 2013, elle interprète Carrie « Big Boo » Black, un personnage récurrent dans la série Orange Is the New Black diffusée sur Netflix.

### Vie privée
En janvier 2015, Lea DeLaria se fiance à la rédactrice mode Chelsea Fairless, après deux ans de relation. En janvier 2017, DeLaria a confirmé qu'elle et Fairless s'étaient séparées. Peu de temps après l'élection de Donald Trump au poste de président des États-Unis, DeLaria a été critiquée pour un message sur Instagram dans lequel elle semblait appeler à la violence contre les personnes qui soutenaient Donald Trump. Elle a ensuite supprimé le message,.

#### Musicienneetécrivaine, une artiste complète
Lea DeLaria est également musicienne et écrivaine.
Elle intègre régulièrement des performances musicales dans ses shows humoristiques, notamment le be-bop jazz. Elle a même déclaré : « Un de mes objectifs personnels est d'introduire le be-bop jazz au sein de la communauté LGBT. »
En 2001 , elle sort son premier album de jazz Play It Cool, suivi de Double Standard en 2003, et de The Very Best Of Lea DeLaria en 2008, ce dernier étant suivi d'une tournée en Australie. La même année sort The Live Smoke Sessions, qui reprend les standards pop intemporels enregistrés en live.
Elle écrit un livre intitulé Lea’s Book of Rules for the World, publié en 2000.

### Prix et récompenses
Le 14 février, 2015, Lea DeLaria reçoit The Equality Illinois Freedom Award pour son travail en tant qu’« artiste avant-gardiste utilisant son talent pour divertir et informer des millions d’américains » (citation de Bernard Cherkasov, PDG de Equality Illinois).
Lors de la remise de ce prix en 2015 au Gala de Chicago, Lea DeLaria déclare « En tant qu'artiste ouvertement lesbienne se produisant depuis 33 ans, et qui a fait de la lutte contre les préjugés homophobes le combat de sa vie, travaillant à faire évoluer les mentalités à propos de la perception qu'ont les gens de la communauté LGBT, c'est un honneur pour moi d'obtenir une telle reconnaissance de la part de mon État d'origine. Je sens que je rends Belleville fière. »

## Discographie

### Humoristique
- 1994: Bulldyke in a Chinashop
- 1997: Box Lunch (Rising Star)

### Jazz
- 2001: Play It Cool (Warner/WEA)
- 2005: Double Standards (Telarc)
- 2006: The Very Best of Lea DeLaria (Rhino/WEA UK)
- 2008: Lea DeLaria – The Live Smoke Sessions (Ghostlight Records)
- 2015: House of David (Ghostlight Records)

### Enregistrement en tant que guest
- 2005: Din and Tonic – Janette Mason (Fireball Records)
- 2006: ‘’Drawn to All Things’' – Ian Shaw Sings the Songs of Joni Mitchell – Ian Shaw (Linn Records)
- 2009: Alien Left Hand – Janette Mason (Fireball Records)

### Broadway et cinéma
- 1998 : On the Town – Broadway Revival Cast- « Hildy Esterhazy »
- 1999 : Edge of Seventeen – Music From The Motion Picture Soundtrack – Blue Skies (Razor and Tie)
- 2001 : The Rocky Horror Show – 2000 Broadway Revival Cast (RCA Victor Broadway)
- 2005 : Hair – Actors’ Fund of America Benefit Recording (Ghostlight)
- 2007 : It's a Bird... It's a Plane... It's Superman - Los Angeles

## Filmographie

### Cinéma
| Année | Titre                                 | Rôle            | Notes                                                      |
| ----- | ------------------------------------- | --------------- | ---------------------------------------------------------- |
| 1996  | Rescuing Desire                       | Sadie           |                                                            |
| 1996  | Le Club des ex (The First Wives Club) | Elise fan       | National Board of Review Award: Best Acting by an Ensemble |
| 1997  | Plump Fiction                         | Mr. Purple      |                                                            |
| 1998  | Homo Heights                          | Clementine      |                                                            |
| 1998  | Edge of Seventeen                     | Angie           |                                                            |
| 2002  | Mercury in Retrograde                 | « Betsy Brick » |                                                            |
| 2006  | Fat Rose and Squeaky                  | « Fat Rose »    | Co-starring Cicely Tyson as 'Squeaky'                      |
| 2013  | Dear Dumb Diary (en)                  | Ms. Bruntford   |                                                            |
| 2013  | Ass Backwards (en)                    | Deb             |                                                            |

### Télévision
| Année     | Titre                                                                      | Rôle                             | Notes                                                                          |
| --------- | -------------------------------------------------------------------------- | -------------------------------- | ------------------------------------------------------------------------------ |
| 1993      | Out There                                                                  | Herself                          | Téléfilm                                                                       |
| 1993      | Camp Christmas                                                             | Herself                          | Téléfilm                                                                       |
| 1993      | In the Life (en)                                                           | Herself/Guest host               | 1 épisode                                                                      |
| 1994      | Matlock                                                                    | Det. Pat Jordan                  | 2 épisodes                                                                     |
| 1994–1995 | The John Larroquette Show                                                  | Lorelei                          | 2 épisodes                                                                     |
| 1995      | Op Center (en)                                                             | Capt. White                      | Téléfilm                                                                       |
| 1995      | Sauvés par le gong : La Nouvelle Classe (Saved by the Bell: The New Class) | Miss Hearst                      | 1 épisode                                                                      |
| 1995      | Out There in Hollywood                                                     | Herself                          | Suite du Téléfilm de 1993 Out There                                            |
| 1996      | Friends                                                                    | Woman                            | Épisode : « The One with the Lesbian Wedding »                                 |
| 1997      | Le Drew Carey Show                                                         | Jewel                            | 1 épisode                                                                      |
| 1998      | In Through The Out Door                                                    | Various characters (also writer) | Téléfilm                                                                       |
| 1998      | We're Funny That Way! (en)                                                 | Herself                          | Documentaire                                                                   |
| 1999      | Great Performances                                                         | Herself/Performer                |                                                                                |
| 1999–2011 | On ne vit qu'une fois (One Life to Live)                                   | Madame Delphina (en)             | 31 épisodes                                                                    |
| 2000      | The Beat (en)                                                              | Kathy                            | Unknown[Combien ?] épisodes                                                    |
| 2001      | Les chroniques de San Francisco                                            | Willie Omiak                     | Mini-série                                                                     |
| 2001      | The Oblongs                                                                | Helga Phugly                     | 7 épisodes                                                                     |
| 2001      | The Job                                                                    | Kiki                             | 1 épisode                                                                      |
| 2001      | Cabaret Live!                                                              | Herself/Performer                |                                                                                |
| 2002      | Juste pour rire (Just for Laughs)                                          | Herself/Performer                | Téléfilm                                                                       |
| 2003      | Will et Grace (Will & Grace)                                               | Nurse Carver                     | 1 épisode                                                                      |
| 2003      | The Award Show Awards Show                                                 | Herself                          |                                                                                |
| 2004      | Mercury in Retrograde                                                      | Betsy Brick                      | Court métrage                                                                  |
| 2006      | Outlaugh!                                                                  | Herself/Performer                |                                                                                |
| 2007      | Shameless                                                                  | Barb                             | Saison 8 épisode 8                                                             |
| 2009      | New York, unité spéciale                                                   | Franky                           | Saison 10 épisode 14                                                           |
| 2009      | Ptown Diaries                                                              | DeLaria                          | Téléfilm                                                                       |
| 2012      | Californication                                                            | Debbie                           | Saison 5 épisode 8                                                             |
| 2013      | Dear Dumb Diary (en)                                                       | Ms. Bruntford                    | Téléfilm                                                                       |
| 2013–2019 | Orange Is the New Black                                                    | Big Boo                          | personnage récurrent saisons 1-3, personnage principal saison 4- (63 épisodes) |
| 2019      | Reprisal (série télévisée)                                                 | Queenie                          | série, 10 épisodes                                                             |